# Кайслер, Фридрих
Фридрих Мартин Адальберт Кайслер (нем. Friedrich Kayßler; 7 апреля 1874 — 24 апреля 1945) — немецкий актёр театра и кино, театральный деятель, драматург, композитор.

## Биография
В 1893—1894 годах изучал философию в университетах Мюнхена и Бреслау. Дебютировал на театральной сцене в Берлине.
С 1895 года — артист берлинского Немецкого театра О. Брама. Летом 1889 года встретился и подружился с Х. Моргенштерном.
Творческая деятельность, в основном, связана с театрами, руководимыми М. Рейнхардтом (1903—1913). В 1900 году Ф. Кайслер участвовал в спектаклях кабаре «Шум и дым», в 1903—1905 годах — актёр Нового театра, с 1905 года — Немецкого театра. В 1918—1923 годах — директор берлинского театра «Фольксбюне», позднее выступал в Государственном театре.
Игра Ф. Кайслера отличалась сдержанной силой, даже некоторой статичностью, его излюбленные образы — трагические, благородные «чистые души», которые он воплощал на сцене с огромным мастерством. После кратковременного увлечения натурализмом примкнул к экспрессионизму. Будучи директором «Фольксбюне», превратил его в экспрессионистический театр; под его руководством были осуществлены постановки спектаклей: мистерия К. Иммермана «Мерлин», «Газ» Г. Кайзера, «Мера за меру» и «Комедия ошибок» Шекспира, «Путь в Дамаск» Стриндберга, «Антигона» Софокла, «Заговор Фиеско в Генуе» Шиллера, «Кот в сапогах» Л. Тика, «Человек-масса» Э. Толлера. Однако эти увлечения почти не отразились на игре Ф. Кайслера, который в своей актёрской практике следовал принципам психологического реализма — Саранцев («И свет во тьме светит» Л. Н. Толстого, 1923) и др.
С 1912 года снимался в кино. Сыграл в более 55 фильмах, в том числе немых.
Ф. Кайслер — автор ряда работ, посвящённых актёрскому искусству: «Заметки актёра», т. 1, 1910, т. 2, 1914, т. 3, 1929; «Памяти Й. Кайнца», 1911, и пьес: «Симплициус» (1905), «Чудесный Жан» (1917), «Письмо» (1917) и др.
Имя Ф. Кайслера было отмечено в 1944 году в Gottbegnadeten-Liste, как одного из самых значительных деятелей культуры и искусства национал-социалистической Германии.
Погиб во время битвы за Берлин.

## Избранные театральные роли
- Одоардо, Вернер («Эмилия Галотти» и «Минна фон Барнхельм» Лессинга),
- Эдип («Эдип и Сфинкс» Гофмансталя),
- Гигес («Гигес и его кольцо» Хеббеля),
- Принц Гомбургский («Принц Фридрих Гомбургский» Клейста),
- Сатин («На дне» М. Горького) ,
- Вильгельм («Праздник мира» Гауптмана)

## Избранная фильмография
- 1944 — Грёзы / Träumerei
- 1940 — Фридрих Шиллер — триумф гения / Friedrich Schiller — Der Triumph eines Genies
- 1940 — Бисмарк  / Bismarck — король Вильгельм I
- 1940 — Ангелика / Angelika
- 1937 — Собака Баскервилей / Der Hund von Baskerville — Чарльз Баскервиль
- 1937 — Разбитый кувшин / Der Zerbrochene Krug
- 1935 — Мазурка / Mazurka — эпизод (нет в титрах)
- 1931 — Человек, который убил / Der Mann, der den Mord beging — Мехмед-Паша
- 1931 — Луиза, королева Прусская / Luise, Königin von Preußen
- 1931 — Йорк / Yorck — Клейст фон Ноллендорф
- 1930 — Два мира / Zwei Welten
- 1930 — Бури над Монтбланом / Stürme über dem Mont Blanc — Армстронг, отец Хеллы
- 1929 — Пылающее сердце / Das brennende Herz — отец Дороти
- 1927 — Дюбарри сегодня / Eine Dubarry von heute